# MÁV 510 sorozat
A MÁV 510 sorozat  a második világháborút követően jóvátételként a Szovjetuniónak gyártott СЖД ЭР  típusú szerkocsis gőzmozdony volt, melyből 5 db MÁV 510-001-005 pályaszámon a záhonyi átrakókörzetben teljesített szolgálatot a széles nyomtávú vonalakon.
A MÁV-nak a záhonyi átrakókörzetben mintegy 35 km hosszú széles nyomtávú pályát tartott fent. Ennek forgalmi kiszolgálásához vásárolt 1953-ban a MÁVAG-tól 5 db 510 sorozatú mozdonyt. Ezek a mozdonyok tulajdonképpen a szovjet ER sorozatú mozdonyok voltak, melyeket a MÁVAG 1947-től háborús jóvátételként szovjet dokumentációk alapján gyártott a Szovjetuniónak, ahol 1921-től összesen mintegy 14 ezer darab üzemelt. A mozdonyok még 125 m sugarú pályaív bejárására is képesek voltak. Ennek érdekében az első és az ötödik tengely oldalirányban 20–25 mm-t elmozdulhatott, a második és negyedik kerékpár nyomkarimája keskenyebbre volt gyártva, a harmadik kerékpárnak pedig egyáltalán nem volt nyomkarimája. A mozdony vezetőfülkéje zárt volt. A mozdony szovjet típusú automata kapcsolószerkezettel volt ellátva.